# Wat Chet Yot

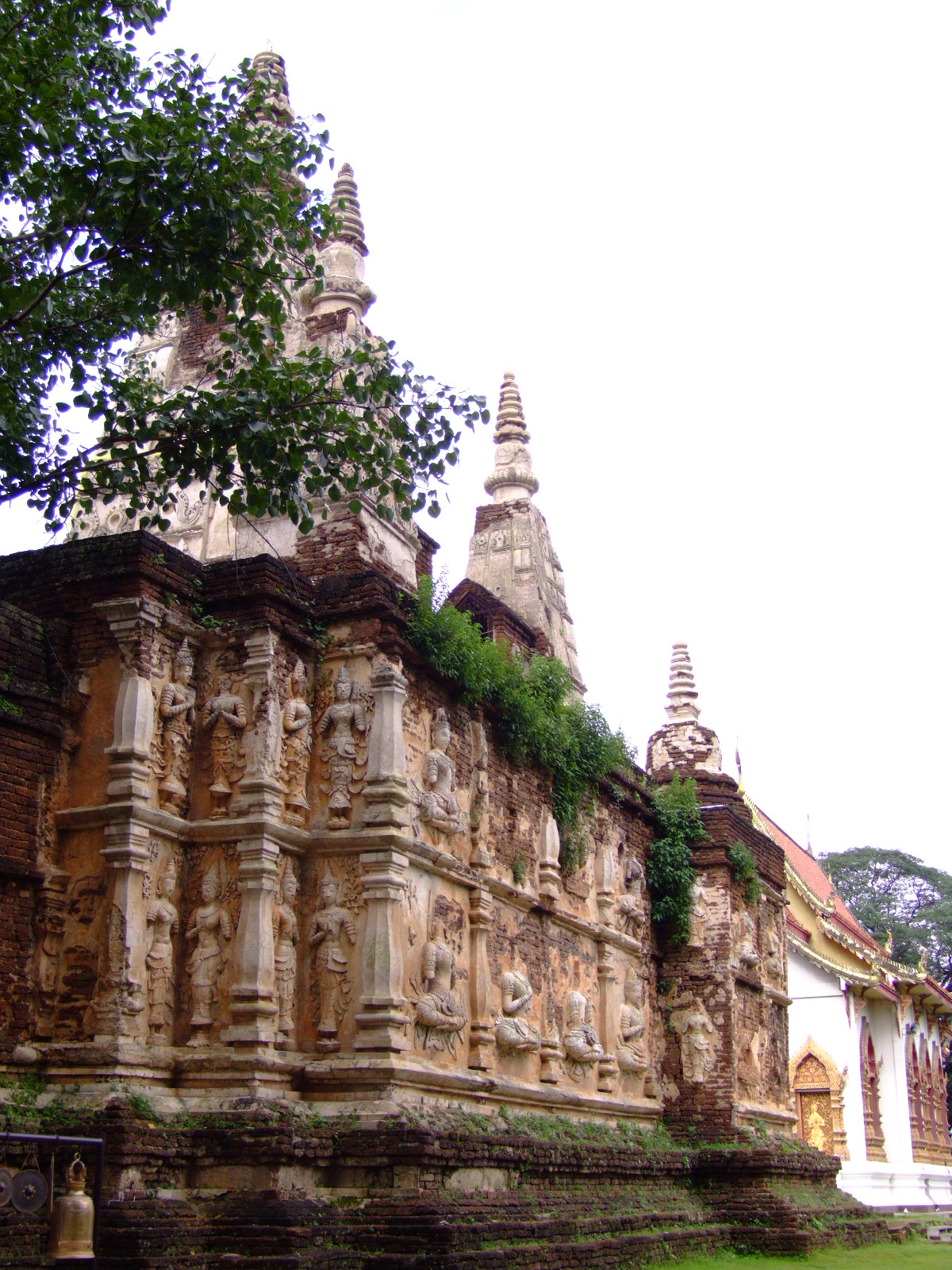
Wat Chet Yot.

Wat Chet Yot (em tailandês: วัด เจ็ด ยอด), cujo nome oficial é Wat Photharam Maha Wihan (em tailandês: วัด โพธาราม มหา วิหาร) é um templo budista (wat) localizado na província de Chiang Mai, no norte da Tailândia. É um centro de peregrinação para os nascidos no ano da serpente.
Wat Chet Yot está localizado a noroeste do centro da cidade de Chiang Mai, ao longo da estrada Chiang Mai-Lampang (estrada n.º 11), ao norte do cruzamento da estrada de Huai Kaeo e Nimmanhemin.

## História
Em 1455, O rei Tilokaraj da dinastia Mangrai, que governou o Reino de Lanna, encomendou a construção do templo após ter enviado monges para Bagan, Birmânia (atual Myanmar), para estudar o projeto de construção do Templo Mahabodhi, uma cópia do Templo Mahabodhi de Bodh Gaya, no norte da Índia — local onde Sidarta Gautama, o Buda, alcançou a iluminação.
De acordo com a crônica Jinakālamālī, em 1455, o rei plantou uma árvore Bodhi no local, e em 1476 já havia estabelecido um grande santuário neste mosteiro, provavelmente para a cerimônia de celebração em comemoração aos 2 000 anos do budismo. No ano seguinte, o 8º Conselho Mundial budista foi realizado no Wat Chet Yot para renovar o Tripitaca.

## Estruturas do templo
O design do santuário central, o Maha Pho Wihan (também chamado Maha Chedi, em tailandês: มหา เจดีย์), de fato lembra um pouco o templo Mahabodhi, claramente tendo influências indianas. Coroando o telhado plano do edifício, sem janelas retangulares, estão sete torres que dão ao templo seu nome. O interior do edifício contém um abóbada de berço que leva a uma estátua de Buda no seu final. À direita e esquerda da estátua do Buda estão escadas estreitas que conduzem até ao topo. No passado, uma árvore Bodhi cresceu em cima do telhado, mas foi removida em 1910 para impedir o colapso da estrutura. As mulheres não devem subir ao topo, com somente os homens sendo autorizados a entrar nesta parte do templo.
As fachadas exteriores do edifício apresentam setenta relevos de estuque de Thewada (Deva) que, no budismo, é um dos diferentes tipos de seres não-humanos. São mais poderosos, vivem mais e, no geral, têm uma existência mais satisfeita que a média dos seres humanos.

## Outros edifícios
Os extensos jardins do templo contêm vários elementos representando o Reino Chedi, em estilo Lanna (também chamado estilo Prasate). Todas as bases das estupas foram ajustadas em formato chedi, com alcovas nos quatro lados contendo estátuas de Buda. A maior das estupas contém as cinzas do rei Tilokarat. No canto nordeste do complexo do templo há um pequeno phra ubosot, com um gablete de madeira esculpida ao topo, cercado por duas Bai Sema, marcos de fronteira que designam a área sagrada de um templo.
Uma lagoa e uma praça estão no extremo sul das terras do templo. A praça possui uma estátua de Buda sendo abrigado pela nāga Muchalinda. Várias estátuas de Buda que mostram diferentes mudra (gestos simbólicos) são encontrados ao longo da parte ocidental do composto, com as explicações dos gestos fornecidas em inglês em placas de informação.